# Prazni graf
Prazni graf je v teoriji grafov graf, ki med seboj ne povezuje nobeni dve točki, oziroma nima povezav in ima samo izolirane točke. Oznaka takšnega grafa je {\displaystyle N_{n}}. Graf je regularen stopnje 0.
Graf brez točk (in s tem brez povezav) {\displaystyle N_{0}} je ničelni graf in načeloma po definiciji ni prazni graf, saj prazni graf vsebuje točke. Ničelni graf nima povezanih komponent. Čeprav je prazni graf gozd (graf brez ciklov), ni drevo, saj imajo drevesa eno povezano komponento. Nekateri avtorji menijo, da pojem ničelnega grafa v teoriji grafov ni potreben. Regularnost ničelnega grafa ni definirana. Prazni graf na 1-ni točki {\displaystyle N_{1}} je graf edinec.
Prazni graf na n točkah je komplement polnega grafa {\displaystyle K_{n}} (vsebuje samo njegove točke), zato se ga običajno označuje tudi kot {\displaystyle {\overline {K}}_{n}}. Izjema je graf edinec, ki je komplement samemu sebi.